# Creugas epicureanus
Creugas epicureanus là một loài nhện trong họ Corinnidae.
Loài này thuộc chi Creugas. Creugas epicureanus được Ralph Vary Chamberlin miêu tả năm 1924.